# کلیمانجارو
قله کلیمانجارو (به انگلیسی: Mount Kilimanjaro)، با سه مخروط آتشفشانی کیبو، ماونزی و شیرا بلندترین کوه آفریقا است. این کوه با ارتفاع ۵۸۸۵ متر از دامنه و ۵۸۹۵ متر از سطح دریا، آتشفشانی نیمه خاموش در کشور تانزانیا و در مرز این کشور با کنیا قرار دارد. این کوه جزو قلل هفتگانه دنیا به‌شمار می‌رود (بلندترین قلل هفت قاره).
این قله با ارتفاع نسبی ۵۸۸۵ متر  پس از اورست (۸۸۴۸ متر)، آکونکاگوا (۶۹۶۲متر) و دنالی (۶۱۴۴ متر) در  رتبهٔ چهارم مرتغ ترین قلل جهان بر پایه ارتفاع نسبی قرار دارد.
کیبو بلندترین قله کلیمانجارو است، مخروط آتشفشانی ماونزی با ارتفاع ۵۱۴۹ متر از سطح دریا در نزدیکی قله اصلی کلیمانجارو (کیبو) به‌عنوان سومین قله بلند قاره قرار دارد (بلندترین هفت قله سوم) و شیرا با ارتفاع ۴۰۰۵ متر سومین قله آن به‌شمار می‌آید.

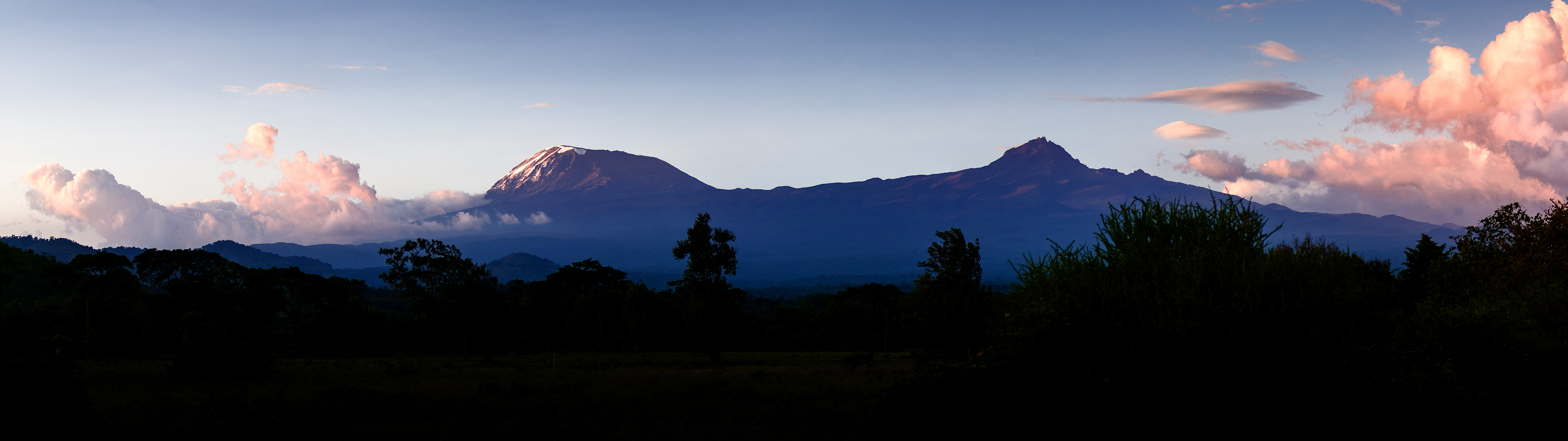
دو مخروط آتشفشانی کلیمانجارو کیبو (چپ) و ماونزی (راست).

## نگارخانه

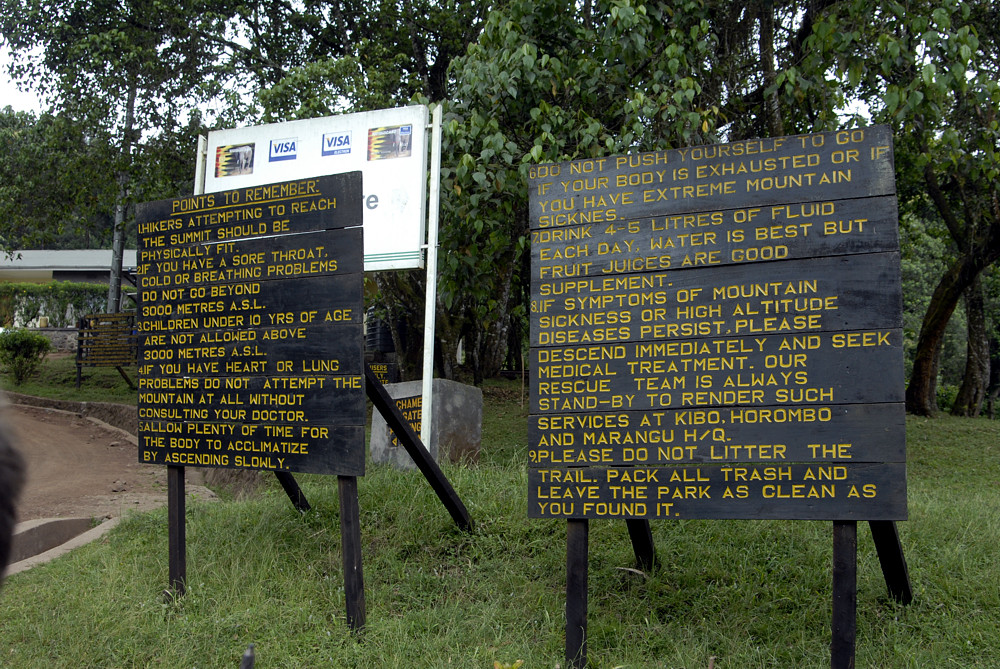
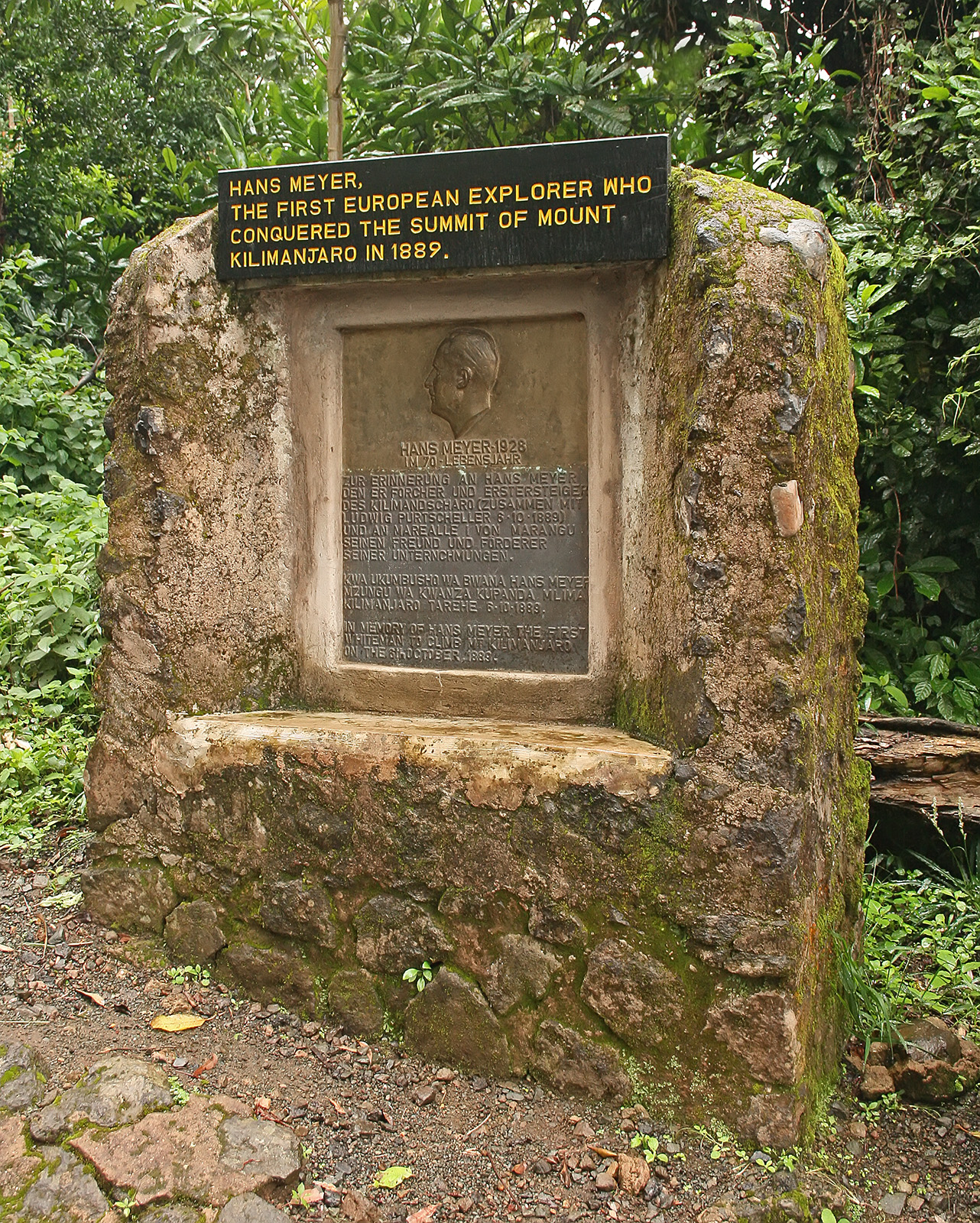